# Pterobryopsis rubrinervis
Pterobryopsis rubrinervis är en bladmossart som beskrevs av Pierre Tixier 1971-72 [1972. Pterobryopsis rubrinervis ingår i släktet Pterobryopsis och familjen Pterobryaceae. Inga underarter finns listade i Catalogue of Life.